# Derolus brunneipennis
Derolus brunneipennis là một loài bọ cánh cứng trong họ Cerambycidae.